# 프로키온
프로키온(Procyon)은 작은개자리 방향에 있는 항성계이다. 겉보기 등급은 +0.34로 밤하늘에서 여덟 번째로 밝게 보인다. 바이어 명명법에 따르면 작은개자리 알파(α CMi)로 표기한다. 유럽 우주국의 히파르코스 측성 위성이 측정한 바에 따르면 프로키온 계는 태양으로부터 약 11.46 광년 (3.51 파섹) 떨어져 있어 지구와 매우 가까운 편에 속한다.
프로키온은 쌍성계로 흰색 빛을 내는 분광형 F5 IV–V의 주계열성 A와 분광형 DQZ의 희미한 백색왜성인 B로 이루어져 있다. 두 별은 공전궤도 이심률 0.4를 그리면서 서로를 40.8년에 1회 공전하고 있다.

## 관측

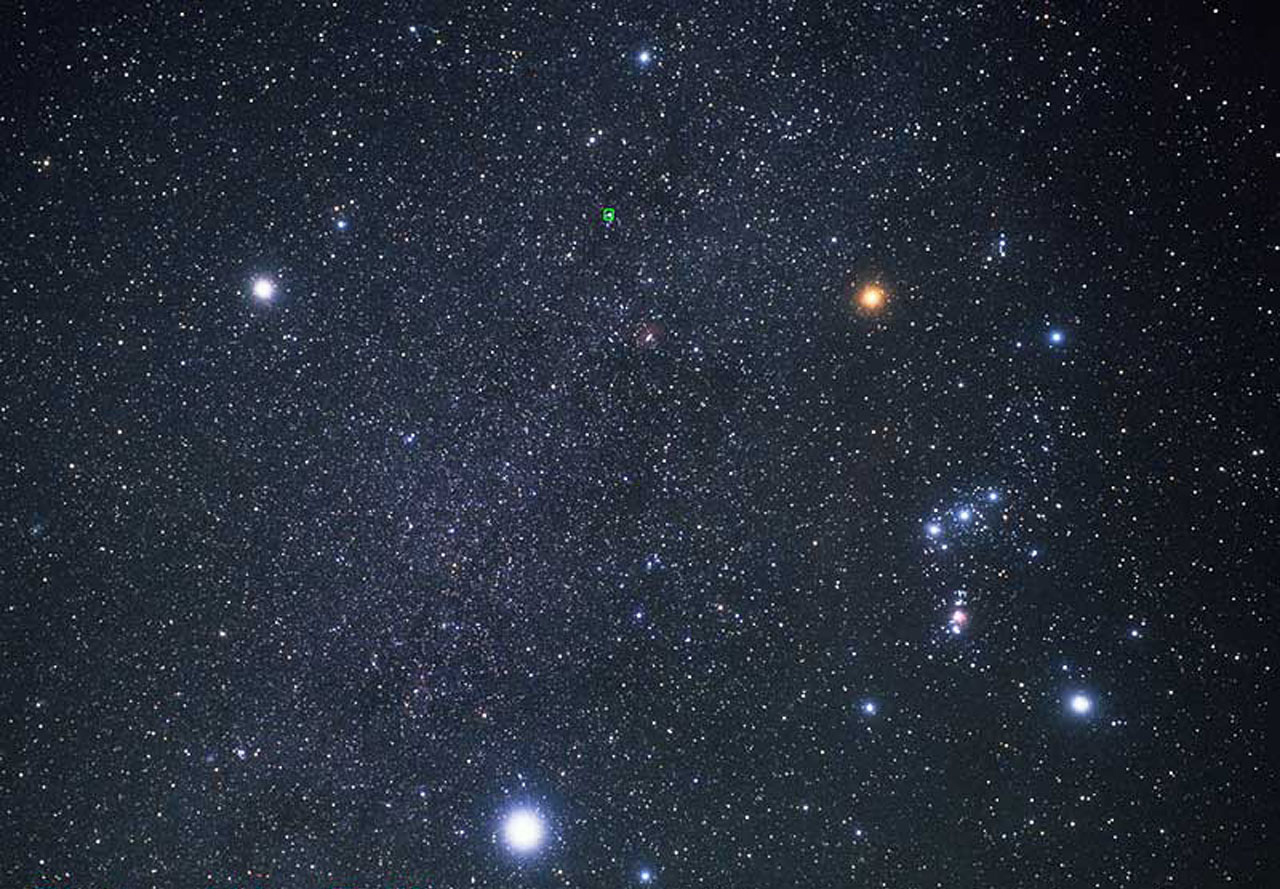
프로키온(왼쪽 위), 베텔게우스(오른쪽 위), 시리우스(가운데 아래) 셋은 겨울의 대삼각형을 구성한다. 사진의 오른쪽 부분이 오리온자리이다.

프로키온은 북반구 관측자의 시점에서 매년 1월 14일 자정에 남중하며 밤하늘에서 여덟 번째로 밝게 보인다. 이 별은 시리우스, 베텔게우스와 함께 겨울의 대삼각형을 구성하는 꼭짓점 중 하나이다.
색지수는 0.42로 프로키온은 옅은 노란색 빛을 내는 것으로 기록되어 왔다.

## 항성계

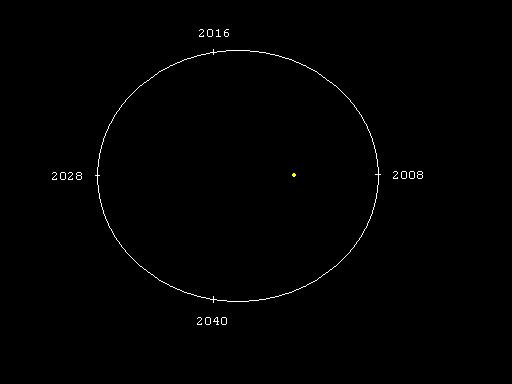
계의 공전면 위에서 바라보았을 때 프로키온 B가 그리는 궤도.

프로키온은 겉보기등급 0.34로 밝게 빛나는 주성 프로키온 A와 겉보기등급 10.7로 맨눈에 보이지 않는 어두운 반성 프로키온 B로 이루어져 있다. 두 별은 수성의 궤도보다 더 크게 찌그러진 0.407의 공전궤도 이심률을 그리면서 서로를 40.82년에 1회 공전하고 있다. 이들의 공전면은 지구에서 관측하는 시선방향에 대해 31.1°만큼 기울어져 있다. A와 B는 평균적으로 서로 15.0 천문단위(AU) 떨어져 있으며 이 거리는 태양으로부터 천왕성까지의 거리보다 약간 짧은 정도이다. 다만 이심률이 크기 때문에 두 별은 8.9 AU까지 접근했다가 21.0 AU까지 물러나는 것을 반복한다.

### 프로키온 A
주성의 분광형은 F5 IV–V로 F형 주계열 단계의 거의 막바지 단계에 있음을 보여준다. 프로키온 A는 분광형에 비해 광도가 높아서 중심핵의 수소를 거의 다 소진하여 준거성으로 진화하는 단계에 있음을 알 수 있다. 이후 A는 핵융합의 장소를 중심핵 바깥쪽으로 옮기면서 팽창할 것이다. A는 계속 부피가 확장되면서 종국적으로 현재 반지름의 대략 80 ~ 150 배까지 부풀어오를 것이며 적색 또는 오렌지색의 빛을 낼 것이다. 이 과정은 대략 앞으로 1천만 ~ 1억 년 후 일어날 것이다.
외포층 대기의 유효 온도는 6,530 K으로 측정되어 이 온도에서 A는 흰색으로 빛난다. 질량은 태양보다 50% 크며, 반지름은 태양의 약 2 배, 광도는 태양의 약 7 배이다. A의 중심핵과 외포층은 둘 다 대류층으로 이 둘 사이를 넓은 복사층이 분리하고 있다.

#### 진동
2004년 6월 말 캐나다의 MOST 위성 망원경은 프로키온 A를 32일 동안 관측했다. 이 연속적인 광학 모니터링은 A가 태양과 비슷한 '광도 진동'을 보여주는지를 확인하는 것과, 성진학적 연구를 수행하는 것이 그 목적이었다. 관측 결과 A는 진동을 보여주지 않았으며 천문학자들은 항성 진동 이론을 재고할 필요가 있다고 결론내렸다. 그러나 다른 천문학자들은 진동이 검출되지 않은 것이 지상에서의 시선속도 관측 결과와 일치한다고 주장했다.
천문학자들은 1999년부터 2000년까지 NASA의 WIRE 위성이 측정한 측광학적 수치를 통해 프로키온에 태양과 유사한 진동 현상 및 쌀알무늬(항성 표면 근처에 존재하는 대류층 구조)가 존재한다는 증거를 잡아냈다. MOST 위성의 결과와는 달리 WIRE의 측광 자료에 나타난 변화량은 지상에서 측정한 시선속도 값들과 일치했다.

### 프로키온 B
시리우스 B처럼 프로키온 B는 실체를 관측하기 훨씬 전에 측성 자료로부터 존재를 유추해 낸 백색왜성이다. 이미 1844년 독일 천문학자 프리드리히 베셀이 그 존재를 추정했으며 1862년 아우베르스가 논문으로 B의 궤도 요소들을 계산해 냈다. 1896년 독일계 미국인 천문학자 존 마틴 셰벌레가 릭 천문대에서 36인치 반사망원경을 이용하여 예측했던 위치에서 그 실체를 관측하는 데에 성공했다. 프로키온 B를 분리하여 관측하는 것은 시리우스 B보다 더 어려운데 이는 주성과의 밝기 차이가 시리우스보다 더 크고, 주성으로부터 멀어지는 정도가 더 작기 때문이다.
프로키온 B의 질량은 태양의 60% 수준으로 시리우스 B의 질량보다 훨씬 작다. 그러나 축퇴물질의 신기한 특성 때문에 프로키온 B의 반지름은 8600 킬로미터로 시리우스 B의 5800 킬로미터보다 크다. 이 반지름은 탄소로 이루어진 핵을 가정하는 백색왜성 모형과 잘 들어맞는다. 분광형은 DQZ로 대기 대부분은 헬륨으로 이루어져 있으며, 헬륨보다 무거운 원소들은 미량 포함되어 있다. 아직 밝혀지지 않은 모종의 이유 때문에 프로키온 B의 질량은 그 분광형의 백색왜성 치고 비정상적으로 작다. 표면의 온도는 7,740 켈빈으로 시리우스 B보다 훨씬 더 차가운데 이는 프로키온 B가 시리우스 B보다 질량이 작고 나이가 많다는 증거로 보인다. 프로키온 B가 주계열 시절이었을 적의 질량은 대략 2.59+0.22
−0.18 M☉이었고, 주계열성으로서 6억 8천만 년 ± 1억 7천만 년을 지내다가 지금으로부터 대략 11억 9천만 년 ± 1억 1천만 년 전에 생을 마감한 것으로 추측된다.

### X선 방출
1975년까지 연엑스선에 민감한 탐지기들을 이용하여 사진촬영 없이 프로키온으로부터 나오는 엑스선을 감지해내려 시도했으나 모두 실패했다. 1970년대 후반 코페르니쿠스와 TD-1A를 이용해서 프로키온을 폭넓게 관측했다. 1979년 4월 1일 아인슈타인 연구소의 고해상도 촬영기(HRI)를 이용하여 프로키온 AB와 관련있는 엑스선원을 찾아냈다. HRI가 촬영한 엑스선원지는 점처럼 보였으며 그 위치는 프로키온 A로부터 4" 남쪽이었다. 이는 오차서클의 90% 신뢰도 경계선에 있는 위치로, 프로키온 A의 5" 북쪽(엑스선원 지점에서 9" 거리)에 있던 B보다 A가 방출원일 가능성이 높음을 보여주었다.

## 어원 및 문화적 특징
작은개자리 알파(α CMi)는 이 항성계를 바이어 명명법으로 표기한 것이다.
고유명칭 프로키온(Procyon)은 고대 그리스어 Προκύων ('개의 앞')에서 온 것으로 이런 이름이 붙은 이유는 지구의 자전 때문에 프로키온이 '개의 별' 시리우스보다 먼저 떠오르기 때문이다.(프로키온의 적경이 시리우스보다 크지만 위도상으로 보다 북쪽에 있기 때문에 북반구 대부분 지역에서 볼 때 지평선에서 시리우스보다 일찍 떠오르는 것처럼 보인다.) 그리스 신화에서 프로키온은 이카리오스의 딸 에리고네가 데리고 있는 사냥개 마에라와 연관이 있다. 2016년 국제천문연맹은 항성의 고유명칭들을 목록화 및 표준화할 목적으로 항성명칭 워킹그룹(WGSN)을 조직했다. WGSN은 2016년 7월 최초 공고문을 발표했으며 이 고시에서 계 구성원 중 밝은 주성 작은개자리 알파 A에 프로키온 Procyon 명칭을 부여했다.
'개의 별' 둘은 가장 오래 된 고대 문헌에서 언급되며 고대 바빌로니아와 이집트인들의 숭배를 받았다. 바빌로니아 전설에서 프로키온은 마르두크의 일면이자 하늘을 설계하고 조직한 난가르(목수)로 인식되었다.
마케도니아 전승에서 별자리들은 농작물과 동물들을 상징했다. 마케도니아인들은 프로키온과 시리우스를 Volci 로 불렀으며 이는 '쟁기를 맨 황소(오리온자리) 주위를 빙빙 도는 굶주린 늑대들'이라는 의미이다.
드물게 쓰이는 고유 명칭으로 프로키온의 라틴어 번역명 '안테카니스' Antecanis 와, 아랍어에서 유래한 '알 시라' Al Shira 및 '엘고마이사' Elgomaisa 가 있다. 중세 잉글랜드와 서유럽의 아스트롤라베에서는 상기 아랍 명칭의 변종 '알고메이자' Algomeiza / Algomeyza를 사용했다.
중화권에서 프로키온은 작은개자리 엡실론, 작은개자리 베타와 함께 남하(南河, '남쪽 강')를 구성한다. 이들 중 프로키온 하나만을 일컫는 명칭은 남하3(南河三)이다. 프로키온은 주작의 일부분이기도 하다.
하와이인들은 프로키온을 '케 카 오 마칼리'('마칼리' 카누의 바닥에 고인 물을 퍼내는 그릇) 별자리의 일부로 인식했으며 바다를 항해할 때 길잡이로 삼았다. 프로키온 하나만을 부르는 명칭은 '푸아나'(꽃)이며 카펠라, 시리우스, 카스토르, 폴룩스가 별자리의 나머지 구성원들이다. 타히티인들의 전승에서 프로키온은 하늘을 받치는 기둥들 중 하나였으며 '아나-타후아-바히네-오-토아-테-마나바'(용감한 마음의 여사제 별)로 인식되었다. 마오리족은 프로키온을 '푸안가호리'로 불렀다.
프로키온은 브라질의 국기에 등장하며 아마조나스주를 상징한다. 브라질 마투그로수주의 칼라팔루족은 프로키온과 카노푸스를 '코폰고'(오리)로, 카스토르와 폴룩스를 코폰고의 두 팔로 인식했다. 코폰고 별자리의 모양은 우기가 다가오는 것과 축제에서 손님들을 대접할 마니옥이 늘어나는 것을 상징했다.
이누이트족은 이 별을 그들의 천문학 및 신화에서 매우 중요한 존재로 생각하며 '시쿨리아르시우주이투크'로 부른다. 이는 '새로 생긴 해빙(海氷) 위로 절대 올라가지 않는 사람'으로, '너무 뚱뚱하여 얼음 위에서 사냥을 할 수 없기에 자기 마을 사냥꾼들로부터 음식을 훔치는 사람'이라는 의미를 담고 있다. 마을의 사냥꾼들은 이 사람에게 해빙 위로 가라고 요구하다가 결국 그를 죽인다. 프로키온은 겨울에 북극에서 떠오를 때 일반적으로 붉게(가끔 살짝 초록빛을 띠기도 함) 보이는데, 이 붉은 빛이 시쿨리아르시우주이투크가 피를 흘리는 최후와 연결되기에 상기 명칭을 부여받았다.

## 프로키온 계에서의 하늘
프로키온 계에서 바라본 태양은 지구에서 바라본 프로키온의 위치와 정확히 반대인 독수리자리 내 적경 19h 39m 18.11950s, 적위 -05° 13′ 29.9552″에 위치해 있을 것이다. 태양은 겉보기등급 2.55로 보일 것이며 이는 대충 우리 밤하늘에서의 전갈자리 베타와 비슷한 밝기이다. 당연히 작은개자리에서 가장 밝은 별은 보이지 않을 것이다.
프로키온에서 제일 가까운 이웃별은 루이텐의 별로 약 1.12 광년 (0.34 파섹) 떨어져 있다. 프로키온 주변에 가상의 행성이 있다면 이 행성에서 바라본 루이텐의 별은 겉보기등급 +2.7 등성으로 보일 것이다.

## 같이 보기
- 점성술의 항성

## 참고 서적
- (영어) Strand, K. Aa. (January 1951), “The Orbit and Parallax of Procyon”, 《Astrophysical Journal》 113: 1, Bibcode:1951ApJ...113....1S, doi:10.1086/145373
- (영어) Schaaf, Fred (2008). 《The Brightest Stars: Discovering the Universe through the Sky's Most Brilliant Stars》. Hoboken, New Jersey: John Wiley & Sons. ISBN 978-0-471-70410-2.

좌표:  07h 39m 18.1s, +05° 13′ 29″